# Lars Poulsen (Politiker, 1984)
Lars Poulsen (* 26. August 1984 in Tasiilaq) ist ein grönländischer Politiker (Siumut).

## Leben
Lars Poulsen besuchte eine Kaufmannsschule und wurde im Lager- und Logistikbereich ausgebildet. Von 2008 bis 2012 arbeitete er beim Fischereiausrüstungsunternehmen Qalut Vónin, anschließend bei KNI und ab 2017 beim Grønlandsbådcenter.
Lars Poulsen kandidierte bei der Kommunalwahl 2017 und erreichte den zweiten Nachrückerplatz der Siumut in der Kommuneqarfik Sermersooq. Bei der Parlamentswahl 2018 erhielt er nicht genügend Stimmen. Bei der Wahl 2021 konnte er sich stark verbessern und zog erstmals ins Inatsisartut ein. Bei der Wahl 2025 erhielt er die drittmeisten Stimmen seiner Partei und zog erneut ins Inatsisartut ein.